# هیتوشی ماتسوشیما
هیتوشی ماتسوشیما (انگلیسی: Hitoshi Matsushima؛ زادهٔ ۳۰ آوریل ۱۹۸۰) بازیکن فوتبال اهل ژاپن است.
از باشگاه‌هایی که در آن بازی کرده‌است می‌توان به باشگاه فوتبال شیمیزو اس-پالس اشاره کرد.